# Юртыш
Юртыш (тат. Юртыш) — посёлок в Высокогорском районе Республики Татарстан, в составе Мемдельского сельского поселения.

## География
Посёлок находится на реке Петьялка, в 36 км к северу от районного центра, посёлка Высокая Гора.

## История
Первоисточники упоминают о деревне Ертуш с 1602-1603 годов.
В сословном плане, в XVIII веке и вплоть до 1860-х годов, жителей деревни причисляли к государственным крестьянам.
Число жителей деревни увеличивалось с 242 душ мужского пола в 1782 году до 1318 человек в 1926 году. В последующие годы численность населения деревни постепенно уменьшалась и в 2017 году составила 388 человек. 
В «Списке населенных мест по сведениям 1859 года», изданном в 1866 году, населённый пункт упомянут как казённая деревня Юртуш 3-го стана Казанского уезда Казанской губернии. Располагалась при безымянном ключе, на торговом Галицком тракте, в 30 верстах от губернского города Казани и в 30 верстах от становой квартиры в казённой деревне Верхние Верески. В деревне в 132 дворах жили 1062 человека (519 мужчин и 543 женщины). Были мечеть и почтовая станция.
Около 1861 года и в 1897-1898 годах в деревне были построены две мечети. По сведениям из первоисточников, эти мечети и медресе существовали в начале XX столетия; мечеть, построенная в 1861 году, существует и поныне.
Административно, до 1920 года деревня относилась к Казанскому уезду Казанской губернии, с 1965 года относится к Высокогорскому району Татарстана.

## Экономика и инфраструктура
Полеводство, животноводство; эти виды деятельности, а также некоторые промыслы, являлись основными для жителей деревни также и в XVIII-XIX столетиях.
В посёлке действуют клуб, библиотека.